# Censo do Reino Unido de 1831
O Censo do Reino Unido de 1831 foi o quarto Censo da Grã-Bretanha, tendo sido realizado em 30 de maio daquele ano, abrangendo dados de Inglaterra, Escócia e País de Gales. Ele estimou uma população total de 16,54 milhões de habitantes, um acréscimo de 1,9 milhões em relação a 10 anos antes. Havia 2,85 milhões de edifícios habitados, ocupados por 3,41 milhões de famílias. 
Os Censos realizados em 1811, 1821 e 1831 foram baseados no mesmo modelo do Censo de 1801. Com a aprovação do Population Act 1840, uma nova abordagem foi adotada no Censo de 1841, quando os detalhes das pessoas e seus nomes passaram a ser registrados.

## Dados pesquisados
Foram estabelecidas perguntas dirigidas aos chamados Superintendentes dos Pobres (Overseers of the Poors, em inglês), funcionários que administravam ajuda humanitária na Inglaterra, bem como aos professores na Escócia. Eles eram obrigados a prestar contas da população residente, percorrendo de casa em casa em 30 de maio de 1831, e nos dias imediatamente subsequentes, se apenas um não fosse suficiente. Eles foram solicitados a obter as seguintes informações para a paróquia, município ou local:
1º. Quantas casas habitadas existem na sua Paróquia, Município ou Local, e por quantas famílias elas são ocupadas?
2º. Quantas casas estão sendo construídas e, portanto, ainda não estão habitadas?
3º. Quantas outras casas estão desabitadas?
4º. Qual o número de famílias em sua Paróquia, Município ou Local, são principalmente empregadas e mantidas pela agricultura, ou pelo comércio, manufatura ou artesanato; e quantas famílias não estão compreendidas em qualquer uma das duas classes anteriores? O número total de famílias em resposta a esta questão, deve corresponder ao número de famílias em resposta à primeira questão; e se houver dúvidas quanto à classe em que qualquer família ou famílias deve ser incluída, tal dúvida deve ser declarada como uma observação (na Questão 7), não omitindo a especificação em qual classe tal família ou famílias podem foram incluídas em sua resposta à quarta pergunta.
5º. Quantas pessoas (incluindo crianças de qualquer idade) são realmente encontradas dentro dos limites de sua paróquia, município ou lugar, no momento desta pesquisa, distinguindo homens e mulheres, e excluindo os homens que realmente servem nas forças regulares de Sua Majestade, na Antiga Milícia, ou em qualquer Milícia Local Encarnada, bem como os marinheiros a serviço de Sua Majestade ou pertencentes a embarcações registradas?
6º. Quantos homens enumerados na resposta à 5ª pergunta têm mais de 20 anos de idade?
7º. Quantos homens com mais de 20 anos são empregados na agricultura, incluindo pastores, vaqueiros e outros empregados agrícolas, jardineiros (não tributados ou tributáveis como criados homens) e viveiristas? Ao responder a esta pergunta, você distinguirá cuidadosamente esses homens em três classes; primeiro, ocupantes de terras que constantemente empregam e pagam um ou mais de um trabalhador ou empregado agrícola na agricultura; em segundo lugar, ocupantes de terras que não empregam outro trabalhador além de sua própria família; em terceiro lugar, os trabalhadores da agricultura e empregados agrícolas empregados pelos ocupantes da primeira classe.
8º. Quantos homens acima de vinte anos são empregados na manufatura ou na fabricação de máquinas de manufatura; mas não incluindo trabalhadores em armazéns, porteiros, mensageiros, etc., que devem ser incluídos em uma classe subsequente?
9º.Quantos homens com mais de 20 anos são empregados no comércio varejista ou no artesanato, como mestres, comerciantes, jornaleiros, aprendizes ou em qualquer função que requeira habilidade no negócio, mas não incluindo carregadores, mensageiros, que devem ser incluídos em uma classe subsequente?
10º. Quantos homens acima de vinte anos são comerciantes atacadistas, banqueiros, capitalistas, profissionais, artistas, arquitetos, professores, escriturários, agrimensores e outros homens instruídos? Ao responder a esta pergunta, você incluirá, geralmente, pessoas que se mantêm de outra forma que não seja por manufatura, comércio ou trabalho corporal.
11º. Quantos Homens a partir de 20 anos são mineiros, pescadores, barqueiros, escavadores de canais, coletores de pedágio ou trabalhadores empregados por pessoas das três classes anteriores, ou de outra forma empregados em qualquer Tipo de Trabalho Corporal, exceto na agricultura? Trabalhadores na agricultura já tendo sido inscritos no local próprio.
12º. Quantos outros homens com mais de 20 anos de idade (não sendo servidores tributáveis nos termos da próxima pergunta) não foram incluídos em nenhuma das classes anteriores? Incluindo, portanto, em resposta a esta pergunta, comerciantes aposentados, trabalhadores aposentados e homens doentes ou incapacitados no corpo ou na mente.
13º. Quantos empregados domésticos, incluindo todas as empregadas mulheres, e tais servos (de qualquer idade) são tributados ou tributáveis como tais; também garçons e atendentes em pousadas; distinguir os homens com mais de vinte anos de idade dos homens com menos de vinte anos de idade?
14º. Se você inseriu qualquer sexo masculino em resposta à 8ª pergunta, tenha a gentileza de especificar a manufatura ou manufatura em que eles são empregados; e que proporção do número daqueles que responderam à pergunta 11 são empregados em qualquer pedreira, minas, carvoarias, atividades de pesca ou obras públicas em andamento?
15º. Referindo-se ao número de pessoas no ano de 1821, a que causa você atribui alguma diferença notável no número atualmente?
16º. Há algum outro assunto que você possa considerar necessário observar na explicação de suas respostas a qualquer uma das perguntas anteriores?

### Devolução dos formulários
Os resultados de cada área deveriam ser devolvidos em formulário anexo ao cronograma do ato, ou seja, apenas os números de cada uma das questões. Foi deixado para aqueles que compilaram as informações sobre como o fazer, e alguns elaboraram listas de nomes a partir das quais produziram os números exigidos. Em algumas áreas, produziam-se formulários para esse fim e, em Londres e em outros lugares, as programações impressas eram deixadas para que os chefes de família os preenchessem.